# Delphine Traoré Maidou
Pour les articles homonymes, voir Maidou.
 (avril 2021).
La mise en forme du texte ne suit pas les recommandations de Wikipédia : il faut le « wikifier ».
Les points d'amélioration suivants sont les cas les plus fréquents :
- Les titres sont pré-formatés par le logiciel. Ils ne sont ni en capitales, ni en gras.
- Le texte ne doit pas être écrit en capitales (les noms de famille non plus), ni en gras, ni en italique, ni en « petit »…
- Le gras n'est utilisé que pour surligner le titre de l'article dans l'introduction, une seule fois.
- L'italique est rarement utilisé : mots en langue étrangère, titres d'œuvres, noms de bateaux, etc.
- Les citations ne sont pas en italique mais en corps de texte normal. Elles sont entourées par des guillemets français : « et ».
- Les listes à puces sont à éviter, des paragraphes rédigés étant largement préférés. Les tableaux sont à réserver à la présentation de données structurées (résultats, etc.).
- Les appels de note de bas de page (petits chiffres en exposant, introduits par l'outil «  Source ») sont à placer entre la fin de phrase et le point final[comme ça].
- Les liens internes (vers d'autres articles de Wikipédia) sont à choisir avec parcimonie. Créez des liens vers des articles approfondissant le sujet. Les termes génériques sans rapport avec le sujet sont à éviter, ainsi que les répétitions de liens vers un même terme.
- Les liens externes sont à placer uniquement dans une section « Liens externes », à la fin de l'article. Ces liens sont à choisir avec parcimonie suivant les règles définies. Si un lien sert de source à l'article, son insertion dans le texte est à faire par les notes de bas de page.
- La présentation des références doit suivre les conventions bibliographiques. Il est recommandé d'utiliser les modèles {{Ouvrage}}, {{Chapitre}}, {{Article}}, {{Lien web}} et/ou {{Bibliographie}}. Le mode d'édition visuel peut mettre en forme automatiquement les références.
- Insérer une infobox (cadre d'informations à droite) n'est pas obligatoire pour parachever la mise en page.

Pour une aide détaillée, merci de consulter Aide:Wikification.
Si vous pensez que ces points ont été résolus, vous pouvez retirer ce bandeau et améliorer la mise en forme d'un autre article.
Delphine Traoré Maidou est une femme assureur originaire du Burkina Faso pays de l'Afrique de l'Ouest. Elle est la directrice générale d’Allianz Africa depuis 2021, et membre de son comité exécutif.

## Biographie

### Formation
Delphine Traoré Maidou a fait l’intégralité de ses études aux États-Unis,. En 1996, elle obtient une licence scientifique en commerce et comptabilité à l’université de Pittsburgh, puis un master scientifique en gestion d’assurance à l’université de Boston en 2005,.

### Expérience professionnelle
Delphine Traoré Maidou commence sa carrière professionnelle en intégrant en 1996, l’Ohio Casualty Group of Insurance, en qualité de souscriptrice entreprises multi-lignes senior et chargée du marketing. Elle devient plus tard, au sein de la même entreprise, directrice régionale de la souscription. Également souscriptrice IARD agréée auprès de l’American Institute For Chartered property Casualty Underwriters, Delphine Traoré fait son entrée chez Allianz Global Corporate & Specialty (AGCS) Canada en 2005, où elle travaille comme souscriptrice responsabilité civile et directrice market management.
En Février 2017, elle est nommée directrice régionale des opérations et rejoint le comite régional exécutif d’Allianz Africa. Elle devient par cette nomination la première femme à diriger les opérations du groupe allemand en Afrique. Ex-directrice générale d’AGCS Afrique du Sud, Delphine Traoré Maidou y demeure membre non-exécutif du comité de direction. Elle prend la tête de l’Organisation des Assurances Africaines (OAA) en juin 2019 alors qu’elle en était la vice-présidente depuis 2018.
En octobre 2021, elle est nommée directrice générale d’Allianz Africa.
Delphine Traoré est la CEO de SanlamAllianz General Insurance depuis septembre 2023, à la suite du succès de la combinaison des activités d’Allianz et de Sanlam sur le continent africain.https://www.afis.africa/fr/